# La Neuville-à-Maire
La Neuville-à-Maire è un comune francese di 109 abitanti situato nel dipartimento delle Ardenne nella regione del Grand Est.

## Società

### Evoluzione demografica
Abitanti censiti